# Сэнфорд, Арлин
Арлин Сэнфорд (англ. Arlene Sanford) — американский телевизионный режиссёр. Она считается одним из самых плодовитых режиссёров телевидения, имея более ста проектов в своём резюме, начиная с середины 1980-х.
Сэнфорд в разные годы была режиссёром эпизодов таких сериалов как «Дни и ночи Молли Додд», «Западное крыло», «Опять и снова», «Игра», «Медиум», «До смерти красива», «Отчаянные домохозяйки», «Кости» и «Милые обманщицы». Она дважды номинировалась на премию «Эмми», в 1999 году за «Элли Макбил», и в 2008 году за «Юристы Бостона». Она также сняла полнометражные фильмы «Семейка Брэди 2» (1996) и «Я буду дома к Рождеству» (1998).